# Quintetto Boccherini
Le Quintetto Boccherini est un quintette unique en son genre. Il est fondé à Rome en 1949, lorsque Arturo Bonucci (1894-1964) (it) et Pina Carmirelli découvrent à Paris une collection complète de la première édition des 141 quintettes pour cordes de Luigi Boccherini, les acquièrent et se mettent à les diffuser. Par le biais de tournées à travers le monde, le Quintetto Boccherini redécouvre la musique de ce compositeur depuis longtemps oublié et la fait apprécier du monde de la musique.
Après la disparition des fondateurs, la coordination de l'activité de l'ensemble est assurée principalement par l'altiste Luigi Sagrati (en) jusqu'au milieu des années 1990, avant qu'un âge avancé ne l'empêche de poursuivre ses activités en concert.
Le Quintetto Boccherini a enregistré de nombreux disques en Italie ou hors d'Italie, ainsi que des œuvres d'autres compositeurs tels que Antonio Bazzini, Franz Schubert et Luigi Cherubini, avec différents labels tels que La Voce del Padrone (HMV-EMI), Italia Fonit Cetra, Ensayo et Angel Records (EMI).
De nombreux musiciens se sont succédé au cours des années aux différents pupitres. Outre les deux fondateurs déjà mentionnés, la formation originale comprenait Dino Asciolla (it) (en alternance avec Pina Carmirelli en tant que premier violon), Renzo Sabatini (it) (alto) et Nerio Brunelli (second violoncelle). Parmi les musiciens les plus représentatifs qui ont participé au Quintette, il faut se souvenir de  Montserrat Cervera (1927-2020), qui, à l'instar de Dino Asciolla, est en alternance avec Carmirelli au premier violon, puis devient premier violon après la disparition de la fondatrice ; Guido Mozzato, Arrigo Pelliccia, Marco Fiorini et Paolo Buccarella (second violon) ; Marco Scano (premier violoncelle) ; Peter Stella (deuxième violoncelle) ; et Luigi Sagrati (alto).
Avec un album de deux disques entièrement consacré à Boccherini et publié en 1976 par la compagnie de disques espagnole Ensayo, le Quintetto Boccherini (avec Cervera, Buccarella, Sagrati, Scano et Stella) remporte le Grand Prix du Disque de l'Académie Charles-Cros. Certains des enregistrements du Quintetto Boccherini sont réédités à partir de bandes originales par Testament au début des années 2000.